# Stigmatophilie
 (août 2017).
Si vous disposez d'ouvrages ou d'articles de référence ou si vous connaissez des sites web de qualité traitant du thème abordé ici, merci de compléter l'article en donnant les références utiles à sa vérifiabilité et en les liant à la section « Notes et références ».

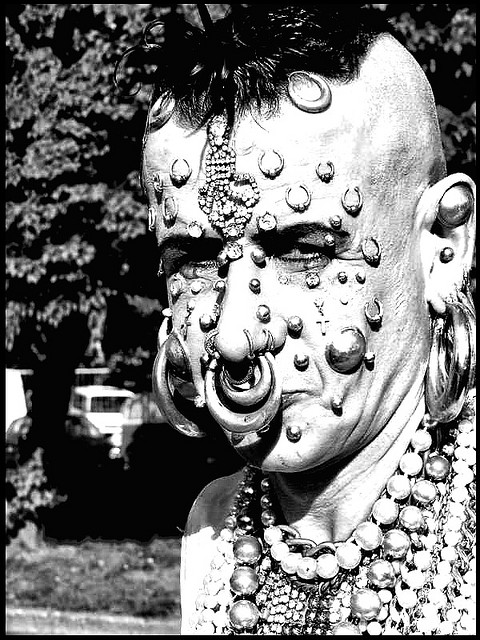
Piercing extrême.

La stigmatophilie est une paraphilie dans laquelle le sujet éprouve une excitation sexuelle pour les modifications du corps de son partenaire, telles les piercing et les tatouages.
Quand les modifications sont extrêmes, la stigmatophilie peut prendre le nom d'apotemnophilie, quand l'excitation porte sur des corps mutilés par des piercings.